# 山湖水库
山湖水库是中国江苏省南京市六合区境内的一座水库，位于向阳河上，建于1973年。水库正常库容为1457万立方米，集雨面积为31平方千米，海拔为25.5米。